# Міямото Мусаші
Міямото Мусаші (яп. 宮本武蔵, みやもとむさし; 1584 (?) — 13 червня 1645)  також відомий як Шінмен Такедзо, Міямото Бенносуке або, за його буддистським іменем, Нітен Дораку — японський військовий, стратег, фехтувальник, художник першої половини періоду Едо і ронін, який став відомим завдяки історіям про свою унікальну майстерність фехтування з подвійним клинком і непереможеність у його 61 поєдинку (наступним є 33 Ітто Іттосая). Засновник фехтувальної школи на двох мечах Ніто. Автор трактату «Книга п'яти кілець». Псевдонім — Нітен. Мусаші, як його часто називали, вважається Кенсеєм, тобто святим меча Японії. Національний герой країни.

## Біографія

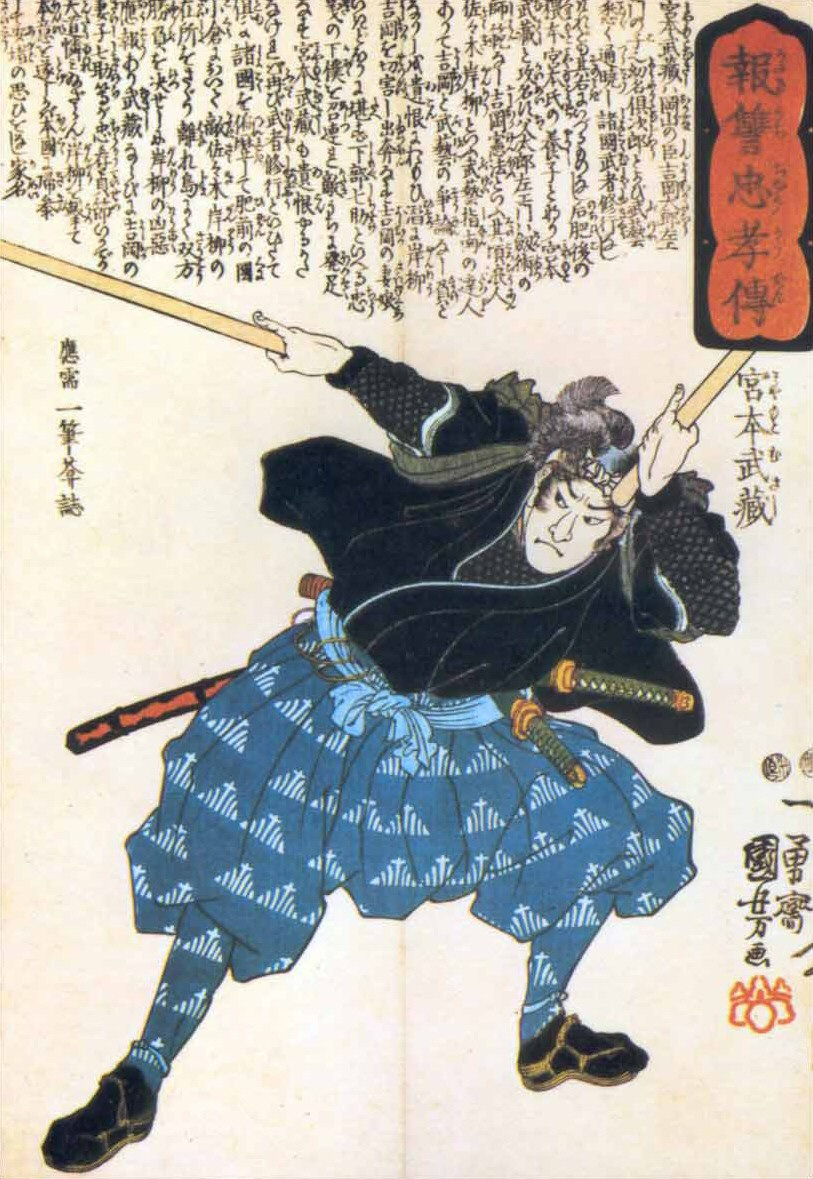
Міямото Мусаші у розквіті сил, володіючий двома боккенами; гравюра на дереві Утаґави Кунійоші

Мусаші народився в незаможній самурайській родині на заході регіону Тюґоку, ймовірно в провінції Харіма або Мімасака. З раннього дитинства він займався фехтуванням на мечах.
Коли Мусаші було 13 років, він вперше здобув перемогу в справжньому двобої, зарубавши на смерть Аріму Кіхея, фехтувальника школи Сінто. Прагнучи вдосконалювати техніку володіння мечем, юнак вирушив у подорож Японією. До 29 років він провів шістдесят поєдинків із найвідомішими фехтувальниками країни. В усіх сутичках молодий майстер виходив переможцем. Найбільшого розголосу Мусаші принесли розгром кіотської школи Йошіоки, а також двобій із Сасакі Коджіро (Sasaki Kojirō) на безлюдному острові Ґанрю поблизу міста Кокура. Після смерті фехтувальника ці подвиги лягли в основу багатьох японських історичних романів та п'єс.
У 30—40-річному віці Мусаші служив вчителем з фехтування в роді Оґасавара, який володів уділом Акаші в провінції Харіма. Після переїзду роду до уділу Кокура на острові Кюсю, майстер відмовився слідувати за ним. Він залишив замість себе на службі названого сина Іорі, а сам почав шукати роботу при дворах регіональних володарів, чиї землі простягалися між Наґоєю та Едо. Багаторічні пошуки закінчилися невдачею, тому фехтувальник повернувся до Оґасавари.
1638 року Мусаші та його син брали участь у поході кокурських військ для придушення Сімабарського повстання. Під час кампанії майстер зазнав важкого поранення в ногу. 
Восени 1640 року Мусаші вирушив до Кумамото, де подарував місцевому володарю Хосокаві Тадатоші, поціновувачу військової літератури, свій трактат «Тридцять пять статей закону війни». Фехтувальник сподівався, що його приймуть на службу стратегом, однак Тадатоші за місяць помер і сподівання не справдилися.
До своєї смерті Мусаші мешкав у Кумамото. Він викладав фехтування місцевим самураям і приятелював із ченцями Дай'еном і Сюндзаном, настоятелями монастиря Тайськоджі, усипальниці покійного Тадатоші. Мусаші вивчав дзен-буддизм, займався малюванням і створенням скульптур. Йому належить автобіографічний трактат «Книга п'яти кілець», в якому викладено основи оригінальної техніки фехтування на двох мечах — великому і малому. Трактат Мусаші належить до найкращих японських праць періоду Едо, присвячених військовій справі.

## «Єдиний правильний шлях»
За 6 днів до смерті Мусаші склав духовний заповіт (японською звучить як «Доккодо», 12 травня 1645 року) для своїх учнів, котрий назвав «Єдиний правильний шлях»:
1. Не йти наперекір незмінному Шляху всіх часів.
2. Не шукати плотських утіх.
3. Бути беспристрастним у всьому.
4. Вбити в собі жадобу.
5. Ніколи ні про що не шкодувати.
6. Не відчувати невпевненості в собі.
7. Ніколи не заздрити нікому, ні в хорошому, ні в поганому.
8. Не відчувати смутку в розлуці.
9. Не відчувати неприязні чи ворожості до себе чи до інших.
10. Ніколи не мати любовних захоплень.
11. Немати ніяких преференцій.
12. Ніколи не шукати для себе зручностей.
13. Ніколи не шукати способів задовольнити себе.
14. Ніколи не володіти дорогоцінними речами.
15. Не піддаватись хибним віруванням.
16. Ніколи не захоплюватись жодними предметами крім зброї.
17. Присвятити всього себе істинному шляху.
18. Не відати страху.
19. Навіть в старості не мати бажання чимось володіти, чи чимось користуватись.
20. Поклонятись буддам і дахам, але не сподіватись на їх допомогу.
21. Ніколи не відходити від істинного шляху воїнського мистецтва.

## Як художник

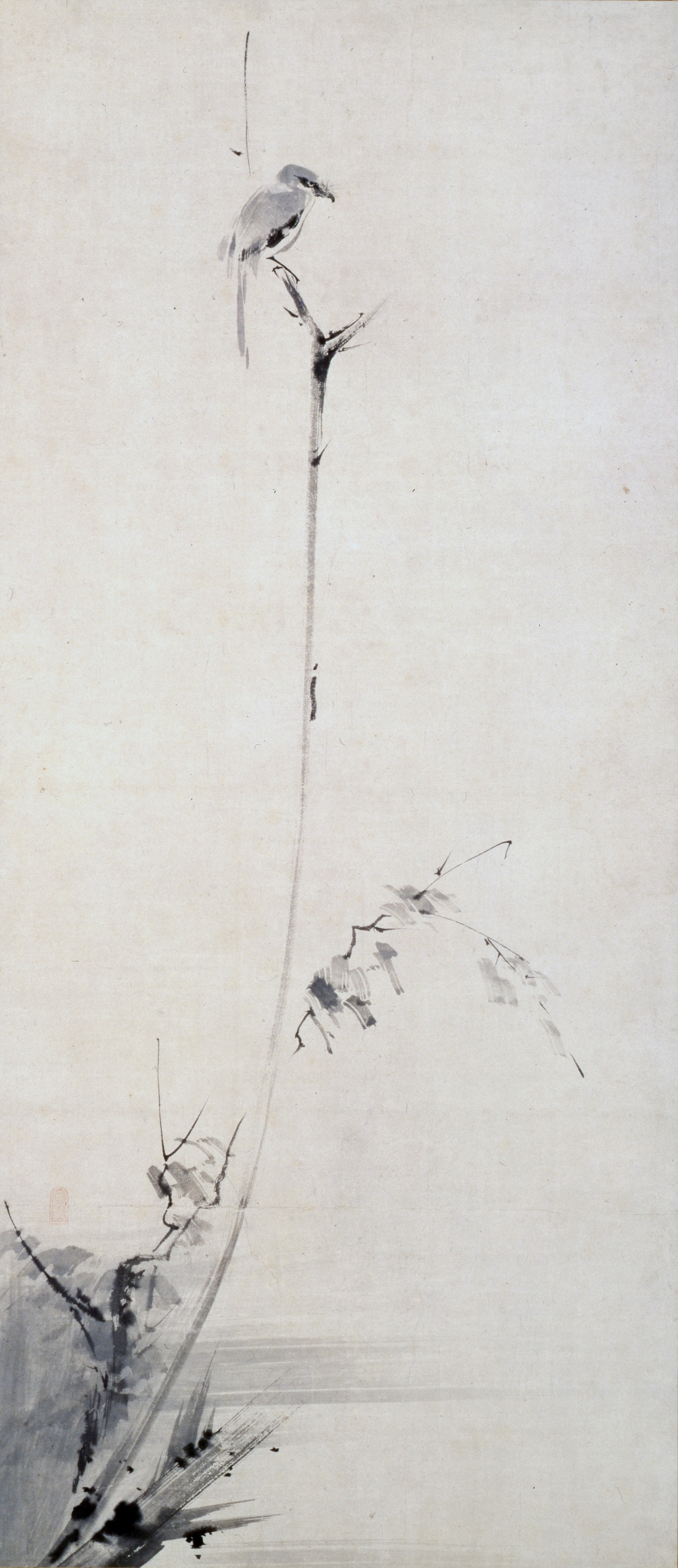
Сорокопуд на безплідному дереві, автор Міямото Мусаші

У свої останні роки Мусаші сказав у своїй «Книзі п’яти кілець»: «Коли я застосовую принцип стратегії до способів різних мистецтв і ремесел, мені більше не потрібен вчитель у жодній галузі». Він довів це, створивши визнані шедеври каліграфії та класичного живопису тушшю. Його картини відрізняються вмілим використанням змивів туші та економією мазка. Особливо він освоїв школу пейзажів «зламаних чорнил», застосовуючи її до інших творів, таких як його Kobokumeikakuzu ("Сорокопуд на безплідному дереві"), «Хотей дивиться півнячий бій»  і «Roranzu». «Книга п’яти кілець» виступає за залучення до каліграфії та інших видів мистецтва як засобу навчання мистецтву війни .

## В масовій культурі
Навіть ще за часів Мусаші існували художні тексти, схожі на комікси. Тому при обговоренні його життя досить важко відокремити правду від вигадки. Існують численні твори художньої літератури, написані про або за участю Мусаші. Новелізація Ейджі Йошікави (спочатку серіал щоденної газети 1930-х років) значно вплинула на подальші вигадані відображення (включно з манґою Іноуе Такехіко Vagabond), і також її часто помилково сприймають як за фактичну розповідь про життя Мусаші. У 2012 році письменник Шон Майкл Вілсон і японський художник Чіє Куцувада опублікували спробу більш історично точної манґи під назвою «Книга п’яти кілець: графічний роман», засновану на дослідженнях і перекладах Вільяма Скотта Вілсона. Також було випущено багато творів, ігор і екранізацій, які присвячені Мусаші або так чи інакше згадується в них.
Onimusha, серія відеоігор від CapCom показала Мусаші як секретного ігрового персонажа в «Onimusha Blade Warriors».
Відеогра 2008 року «Ryū ga Gotoku Kenzan!» базована на його житті і особистості.
Також з'являвся в таких манґах, як «Baki-Dou» (як відроджений клон самого себе з недоторканою справжньою душею як один із найсильніших бійців у серії, і використовував свій стиль із двома мечами майже в кожному бою, у якому його показували) і Vagabond (є головним героєм і розповідається про його становлення як особистості і майстра володіння мечем).
У відеогрі Overwatch ігровий персонаж Ґенджі мав голос, який цитував Мусаші: «Mi wo sutetemo myōri wa sutezu» (身を捨てても名利は捨てず), що приблизно перекладається як «Ви можете покинути своє тіло, але ви повинні зберегти свою честь».
У картковій грі «Magic: The Gathering» є карта, заснована на ньому, Isshin, Two Heavens as One, названа на честь його двох мечів як однієї техніки.
У відеогрі For Honor 2017 року герой «Aramusha» частково натхненний Мусаші. Персонаж — ронін, який володіє двома мечами.
У Cyberpunk 2077 персонаж Такемура надсилає текстове повідомлення Ві: «Навіть якщо ти покинеш своє тіло, ніколи не залишай свою честь. Ніколи не збивайся зі Шляху. Міямото Мусаші». Цей текст можна отримати лише після виконання місії «Пошук і знищення», якщо гравець рятує Такемуру.
Аніме «Onimusha» 2023 року засновано на однойменній франшизі відеоігор і створено Netflix. Серіал зображує вигадану версію старіючого Мусасі, який вирушає в подорож, щоб перемогти надприродні сили зла, використовуючи Рукавицю Оні.